# 高代延博
高代 延博（たかしろ のぶひろ、1954年5月27日 - ）は、奈良県吉野郡下市町出身の元プロ野球選手、プロ野球コーチ、野球評論家・野球解説者。

## 経歴

### プロ入り前
智辯学園高校では内野手兼控え投手として活躍。当時コーチに就任したばかりの高嶋仁の指導を受け、1972年春季近畿大会で優勝を飾るが、甲子園には出場できなかった。高校同期に田中昌宏、1年下に柳原隆弘がいた。
卒業後は法政大学へ進学。東京六大学野球リーグでは3年生の時からレギュラーとして出場、2回の優勝に貢献。1975年秋季リーグでは打率.500を記録し首位打者になる。1976年の明治神宮野球大会でも決勝で早稲田大学を降し優勝。リーグ通算50試合出場、190打数55安打、打率.289、1本塁打、17打点。ベストナイン3回（三塁手1回、遊撃手2回）。大学同期に投手の船木千代美（熊谷組 - TDK）、内野手の木村富士夫、外野手の佐々木正行、1学年上には岩井隆之、中西清治や土屋恵三郎らの捕手陣、1学年下には江川卓や植松精一らいわゆる「花の74年組」がいた。
卒業後は東芝に入社、中心打者として活躍する。1977年、1978年に都市対抗野球大会連続出場。1978年の大会ではエース黒紙義弘を擁し、決勝で日本鋼管の木田勇を打ち崩しチームの初優勝に貢献した。1977年には遊撃手として社会人ベストナインに選出され、第3回IBAFインターコンチネンタルカップ日本代表となっている。
実家の割り箸工場が石油ショックの影響で経営難に陥り、纏まった現金の用立てを迫られたため、プロ入りを決めた。

### プロ入り後
1978年、ドラフト1位で森繁和のクジを外した日本ハムファイターズに指名されて入団。1年目の1979年には開幕から遊撃手のレギュラーに定着し、チャンスメーカーとして活躍。規定打席（35位、打率.249）に到達し、それまで7年連続で選出されていた大橋穰を抑えて新人として初のダイヤモンドグラブ賞を受賞した。
1980年には打率.269（リーグ24位）と打撃面で進化を見せ、遊撃手のベストナインに選ばれた。しかし守備ではリーグ最多の25失策を記録してしまう。
1981年、選手会の副会長に就任。4月に右足首を脱臼して約40日離脱し、最終的には86試合の出場にとどまるものの同年のリーグ優勝に貢献。4月8日の西武戦（後楽園）でのシーズン1号、6月20日の阪急戦（後楽園）での2号が、ともに満塁本塁打。シーズン2本の満塁本塁打は吉田勝豊、大杉勝男、張本勲に次ぎチーム4人目の記録となった。同年の読売ジャイアンツとの日本シリーズでも全6試合に先発出場するが、22打数5安打1打点と振るわずチームも2勝4敗で敗退。
1983年、選手会長に就任。満塁の場面では二番打者ながらチーム最多の14打点を記録した。
1984年、前半戦を故障欠場し定位置を岩井隆之に譲るが、8月にはレギュラーに復帰した。
1985年、登録名を『高代 慎也』（たかしろ しんや）に変更した。自己最多となる11本塁打、58打点の一方で、球団新記録となる41犠打も記録した。
1987年、田中幸雄が台頭し、三塁手に回るが段々と出番が減る。阪急の山田久志と112打席対戦したが1本も本塁打打てず対戦打率も.200と抑えられている。
1988年、5月に二軍落ちすると専らコーチ役となって引退を覚悟していたが、大学先輩である山本浩二監督が就任した広島東洋カープへ鍋屋道桜、滝口光則らとの交換トレードで移籍。
1989年、登録名を高代延博に戻し5試合に先発出場するが、同年限りで現役引退。

### 現役引退後
1990年、広島東洋カープの一軍守備・走塁コーチに就任し、三塁ベースコーチを兼任した。翌1991年途中に二軍へ配置転換されるが三村敏之二軍監督に目をかけられ、1994年に三村と共に一軍へ再度配置転換。
三村の退任した1998年オフに中日ドラゴンズへ移籍し、一軍内野守備・走塁コーチに就任した。中日監督の星野仙一は三村に再三「高代をコーチとして譲ってほしい」と打診していたが、三村は「私がいるうちは高代だけは出せない」「僕がやめたら、高代には他の球団からも来ているけど、必ず星野さんのところに送る」と拒否しており、この約束を果たした格好となった。なお、高代は三村の没後「他からも話がきているなんて、ミムさんも商売上手よね。たぶん、なかったと思う。それだけ価値を上げてくれたんじゃないかと思っている」と、他の球団からも（オファーが）来ていた点は否定している。
1999年、ノックをしていた福留孝介、立浪和義のあまりの守備の緩慢さに大激怒し、「お前ら! PLに返すぞ!」と怒鳴り散らした。その後2001年まで務めたが、星野監督退任と共に自身もコーチを退任。
2002年、フロントの主導人事で古巣・日本ハムファイターズの一軍ヘッド兼内野守備・走塁コーチに就任した。審判への暴力行為で出場停止となった監督の大島康徳の代わりに4月3日、4日のオリックス戦は監督代行を務め2勝0敗だった。この年大島監督の解任と共に高代もコーチを退任した。
2003年、千葉ロッテマリーンズの一軍ヘッドコーチに就任。大学の先輩・山本功児が監督を務めていたことによる就任だったが、山本の解任もあり1年限りで退団。
2003年オフに横浜ベイスターズの山下大輔監督、ヤクルトスワローズの若松勉監督、さらにこの年のオフに監督就任になった中日落合博満から直接コーチの打診を受け、中日ドラゴンズの一軍野手総合チーフコーチに就任した。
三塁ベースコーチとしての打球への判断がよく、中日がセ・リーグのペナントを制した2006年は本塁での憤死をリーグ最小の1にとどめた。
2008年、ベンチ専従となり、2008年のオフに契約期間満了で中日ドラゴンズを退団。
2009年、第2回WBCの野球日本代表の内野守備・走塁コーチに就任した。三塁ベースコーチを担当し、WBC日本代表の連覇に貢献した。また、議論の的になった亀井義行の代表入りを推薦した。WBC終了後、株式会社スーパーエージェントとマネジメント契約し東京中日スポーツで野球評論家、古巣・東芝で臨時コーチを務めていた。同年10月、韓国のハンファ・イーグルスの臨時インストラクターに就任した。
2010年、ハンファ・イーグルスの総合コーチに就任した。
2011年、オリックス・バファローズの一軍ヘッドコーチに就任した。同年9月16日のロッテ戦からは走者の本塁憤死が多かったことから松山秀明一軍内野守備・走塁コーチに代わり、三塁ベースコーチも務めた。2012年にも、引き続き三塁のベースコーチを担当。一軍のシーズン最下位が確定した9月25日付で、一軍監督の岡田彰布と共に球団から休養（事実上の解任）を告げられたことを機に退団した。
2013年、第3回ワールド・ベースボール・クラシック（WBC）の日本代表チームで内野守備・走塁コーチを務めた。背番号は「63」。
2014年、阪神タイガースの一軍内野守備・走塁コーチに就任。オリックス時代に続いて三塁のベースコーチを担当した。一軍作戦コーチを兼務するようになった2015年以降も、三塁のベースコーチを継続。
2016年、広島のコーチ時代に指導した金本知憲が一軍監督へ就任したことに伴って、一軍ヘッドコーチに異動。実際には金本の意向で、引き続き三塁のベースコーチを務めた。
2018年、前年まで一軍作戦兼バッテリーコーチを務めていた矢野燿大が二軍監督へ就任したことに伴って、一軍作戦兼総合コーチに異動。もっとも、一軍が2001年以来17年ぶりにシーズンを最下位で終えたため、金本はこの年限りで一軍監督を退任した。
2019年、矢野の一軍監督就任に伴って、二軍チーフコーチへ異動。2020年まで担当したが、契約期間の満了を機に退団した。
2021年からは、サンテレビのゲスト解説者、スカイ・A・Tigers-aiの野球解説者、デイリースポーツの野球評論家として活動。デイリースポーツでは、広島OBの内田順三・北別府学と同じく、「デイリースポーツ・ウェブ評論家」という肩書を用い、2022年まで務めた。
その一方で、2021年には大阪経済大学硬式野球部の外部コーチ（週3日ほど）、5月には、クラブチームを保有している関メディベースボール学院の統括野手総合コーチへ就任。アマチュア野球チームでの本格的なコーチは初めてで、社会人野球に参加している社会人チームと、学院内に併設されている中学生チームの巡回指導を担う。
2022年は横浜ゴム株式会社のアドバイザーなどを務めていた。
2022年12月16日、2023年1月1日付で大阪経済大学硬式野球部の監督に就任することが発表された。2024年からは同大学経済学部客員教授に就任した。

## コーチとして
前述の通り、三塁ベースコーチとしての打球への判断がよく、2006年にはシーズン本塁憤死を1に留め中日のリーグ優勝に貢献した。野村克也は高代を「日本一の三塁ベースコーチ」と語り、メディアでもそう称されることがある。
毎日放送グループが「ホームイン with Tigers」（阪神の公式戦チーム総得点数に着目した応援キャンペーン）を展開していた2015年には、『ちちんぷいぷい』（毎日放送平日午後の情報番組）で阪神の得点シーンの映像を定期的に放送していたことから、阪神の三塁ベースコーチとして身振り手振りで塁上の走者に指示を送る高代を（「得点＝ホームイン」という連想から）「虎のお帰りジャッジマン」と称していた。
金本が阪神移籍後の2006年に連続フルイニング出場の世界記録を更新した際の会見では、「広島時代に自分に大きな影響を与えてくれた3人」のうち、「守備・走塁を根気よく教えてくれたコーチ」として高代の名を挙げた。高代自身も、広島時代に当時の監督・三村敏之から金本と共に野球観を学んだ縁で、金本の阪神一軍監督就任を機に一軍ヘッドコーチへ異動している。
高い評価の一方で悪評も絶えず、山崎武司は著書の中で高代について「上司に媚びる・監督に媚を売る・権力にものを言わせる・選手目線で対話できない指導者」と記し、山崎は高代との確執でスタメンを外れることが多くなったという。
2004年から2006年の3年間、中日でコーチで同僚だった長嶋清幸作戦・外野守備走塁コーチ（当時）は「オレと高代さんの仲が悪いのは選手もみんな知っている。年下なのにいろいろと意見したことが気にいらなかったんだろ。でも選手をマイナス方向へ動かしたことはない。コーチが意見を出して決定するのは監督。やっかみだよな。」と長嶋は高代との間に確執があったことを示唆した。長嶋とは広島時代に現役どうし、コーチと選手で各1年同僚であった。
中日一軍野手総合チーフコーチ時代は球種を全て見破っているかのような素振りをするので、当時日本ハムのダルビッシュ有は苦手に思っていた。
2年間オリックスでコーチと選手の関係だった宮﨑祐樹は「2人のベテランコーチ（高代と打撃コーチの正田耕三）の指導に僕が自分の方向性を合わせられませんでした。」、「フリー打撃を終えてロッカーへ戻る途中に高代さんに呼び止められヘルメットを脇に挟んで、バットを何本か持っていた状態で話を聞き「二軍へ行ってもらうことになった」。そう言われた後です。高代さんから突然「そやけどお前、何ちゅう態度で人の話を聞いとるんだ」と叱責を受けました。宮崎は「手に持っていた道具をどこかに置くなりして、話を聞けばよかったのかも知れません。それくらいは分かるつもりですが、打撃練習の直後に呼び止められたので僕にはどうすることもできませんでした。」と述べている。

## 詳細情報

### 年度別打撃成績
| 年 度     | 球 団     | 試 合 | 打 席 | 打 数 | 得 点 | 安 打 | 二 塁 打 | 三 塁 打 | 本 塁 打 | 塁 打 | 打 点 | 盗 塁 | 盗 塁 死 | 犠 打 | 犠 飛 | 四 球 | 敬 遠 | 死 球 | 三 振 | 併 殺 打 | 打 率 | 出 塁 率 | 長 打 率 | O P S |
| --------- | --------- | ----- | ----- | ----- | ----- | ----- | -------- | -------- | -------- | ----- | ----- | ----- | -------- | ----- | ----- | ----- | ----- | ----- | ----- | -------- | ----- | -------- | -------- | ----- |
| 1979      | 日本ハム  | 123   | 432   | 397   | 48    | 99    | 19       | 1        | 7        | 141   | 47    | 14    | 5        | 11    | 6     | 16    | 0     | 2     | 39    | 8        | .249  | .278     | .355     | .633  |
| 1980      | 日本ハム  | 119   | 438   | 383   | 55    | 103   | 14       | 0        | 5        | 132   | 35    | 11    | 6        | 13    | 4     | 33    | 0     | 5     | 39    | 8        | .269  | .332     | .345     | .677  |
| 1981      | 日本ハム  | 86    | 352   | 325   | 50    | 87    | 14       | 1        | 7        | 124   | 40    | 2     | 3        | 6     | 2     | 17    | 0     | 2     | 23    | 7        | .268  | .306     | .382     | .688  |
| 1982      | 日本ハム  | 116   | 442   | 385   | 37    | 101   | 18       | 1        | 3        | 130   | 33    | 3     | 2        | 22    | 1     | 32    | 0     | 2     | 22    | 10       | .262  | .321     | .338     | .659  |
| 1983      | 日本ハム  | 124   | 551   | 466   | 69    | 128   | 25       | 0        | 9        | 180   | 55    | 12    | 3        | 27    | 4     | 44    | 0     | 10    | 31    | 7        | .275  | .347     | .386     | .733  |
| 1984      | 日本ハム  | 33    | 122   | 107   | 12    | 28    | 4        | 0        | 5        | 47    | 18    | 0     | 0        | 5     | 1     | 8     | 0     | 1     | 12    | 2        | .262  | .316     | .439     | .755  |
| 1985      | 日本ハム  | 111   | 492   | 402   | 61    | 109   | 18       | 2        | 11       | 164   | 58    | 5     | 2        | 41    | 3     | 40    | 1     | 5     | 43    | 9        | .271  | .341     | .408     | .749  |
| 1986      | 日本ハム  | 113   | 422   | 355   | 54    | 80    | 15       | 2        | 8        | 123   | 39    | 4     | 2        | 20    | 4     | 40    | 1     | 3     | 48    | 9        | .225  | .308     | .346     | .654  |
| 1987      | 日本ハム  | 58    | 180   | 147   | 17    | 29    | 2        | 0        | 2        | 37    | 17    | 2     | 5        | 5     | 3     | 25    | 2     | 0     | 27    | 3        | .197  | .309     | .252     | .561  |
| 1988      | 日本ハム  | 10    | 16    | 12    | 1     | 0     | 0        | 0        | 0        | 0     | 0     | 0     | 0        | 1     | 0     | 3     | 0     | 0     | 1     | 0        | .000  | .000     | .000     | .000  |
| 1989      | 広島      | 24    | 35    | 32    | 2     | 8     | 1        | 0        | 0        | 9     | 4     | 1     | 1        | 0     | 1     | 2     | 0     | 0     | 6     | 1        | .250  | .286     | .281     | .567  |
| NPB：11年 | NPB：11年 | 917   | 3482  | 3011  | 406   | 772   | 130      | 7        | 57       | 1087  | 346   | 54    | 29       | 151   | 29    | 260   | 4     | 30    | 291   | 64       | .256  | .319     | .361     | .680  |

### 通算監督成績
- 2試合2勝0敗0分、勝率1.000

2002年日本ハム大島康徳監督が出場停止期間の監督代行（4月3日、4日）

### 表彰
- ベストナイン：1回（1980年）
- ダイヤモンドグラブ賞：1回（1979年）

### 記録
初記録
- 初出場・初先発出場：1979年4月7日、対ロッテオリオンズ前期1回戦（後楽園球場）、8番・遊撃手として出場
- 初安打：1979年4月12日、対南海ホークス前期3回戦（後楽園球場）、5回裏に佐々木宏一郎から
- 初打点：1979年4月24日、対近鉄バファローズ前期3回戦（後楽園球場）、4回裏に井本隆から
- 初本塁打：1979年5月17日、対西武ライオンズ前期10回戦（西武ライオンズ球場）、2回表に東尾修から先制2ラン

その他の記録
- オールスターゲーム出場：3回（1979年、1980年、1983年）

### 背番号
- 2（1979年 - 1988年） - 日本ハムファイターズ
- 5（1989年） - 広島東洋カープ
- 70（1990年 - 1995年） - 広島東洋カープ
- 81（1996年 - 1998年） - 広島東洋カープ
- 86（1999年 - 2001年） - 中日ドラゴンズ
- 87（2002年 - 2003年） - 日本ハムファイターズ、千葉ロッテマリーンズ
- 81（2004年 - 2008年） - 中日ドラゴンズ
- 63（2009年） - 第2回WBC
- 70（2010年） - ハンファ・イーグルス
- 78（2011年 - 2012年） - オリックス・バファローズ
- 63（2013年） - 第3回WBC
- 70（2014年 - 2020年） - 阪神タイガース

### 登録名
- 高代 延博（たかしろ のぶひろ、1979年 - 1984年、1989年 - 2003年、2014年 - 2020年）
- 高代 慎也（たかしろ しんや、1985年 - 1988年）
- 髙代 延博（たかしろ のぶひろ、2004年 - 2008年、2011年 - 2012年）

## 関連情報

### 著書
- 『WBCに愛があった。』（2009年6月：ゴマブックス）
- 『WBC 侍ジャパンの死角』（2013年6月：角川書店）
- 『高校球児に伝えたい! プロでも間違う守備・走塁の基本』（2013年12月：東邦出版）
- 『目指せ! 侍ジャパン 夢を現実にする「走攻守」の極意』（2015年2月：竹書房） ISBN 9784801901131